# Winter-Bohnenkraut
Das Winter-Bohnenkraut (Satureja montana), auch Berg-Bohnenkraut genannt, ist eine Pflanzenart aus der Gattung der Bohnenkräuter innerhalb der Familie der Lippenblütler (Lamiaceae). Die vier Unterarten sind im südlichen Europa verbreitet.

## Beschreibung

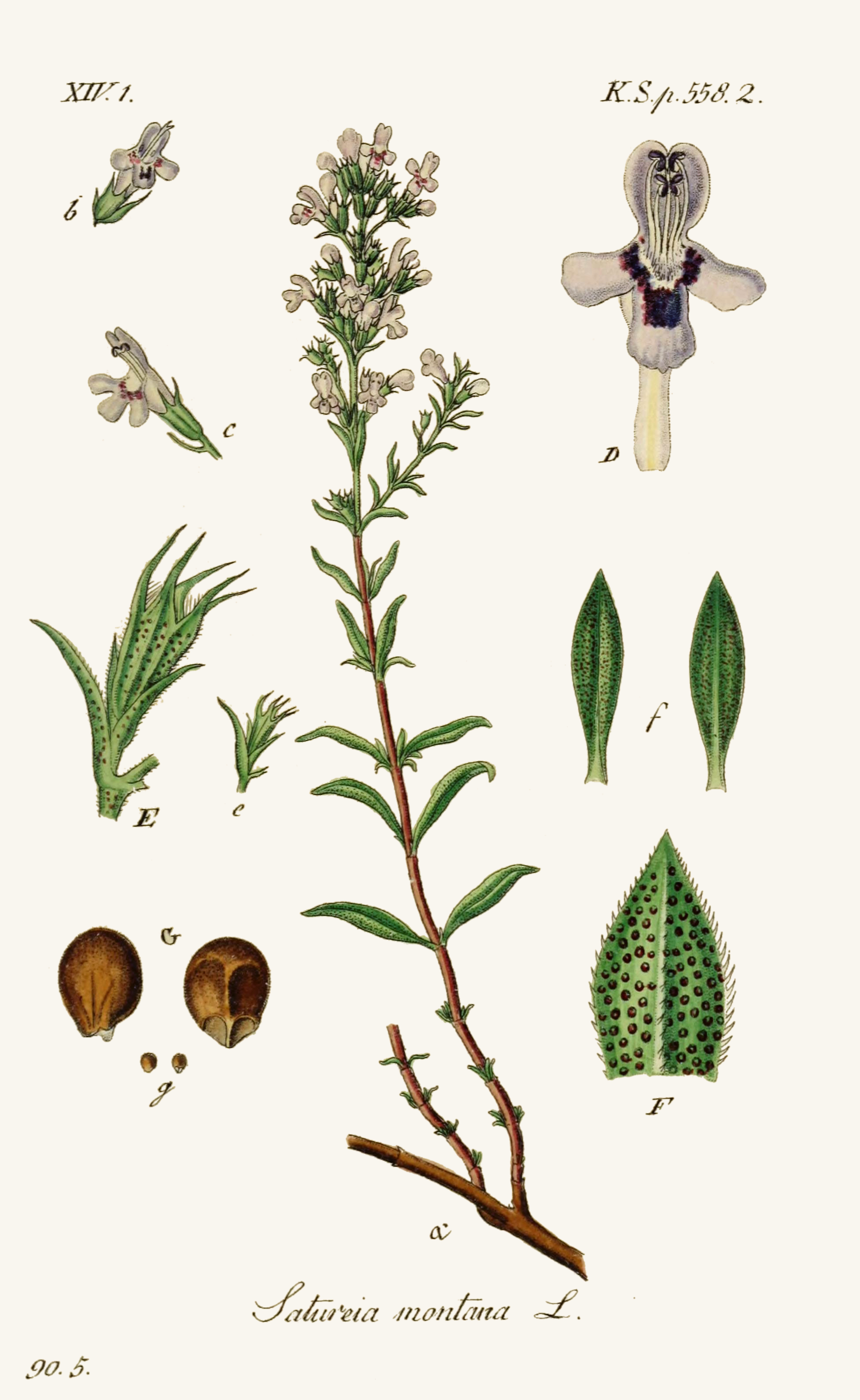
Illustration von Jacob Sturm in Deutschlands Flora in abbildungen nach der natur, Band 20, Tafel 17

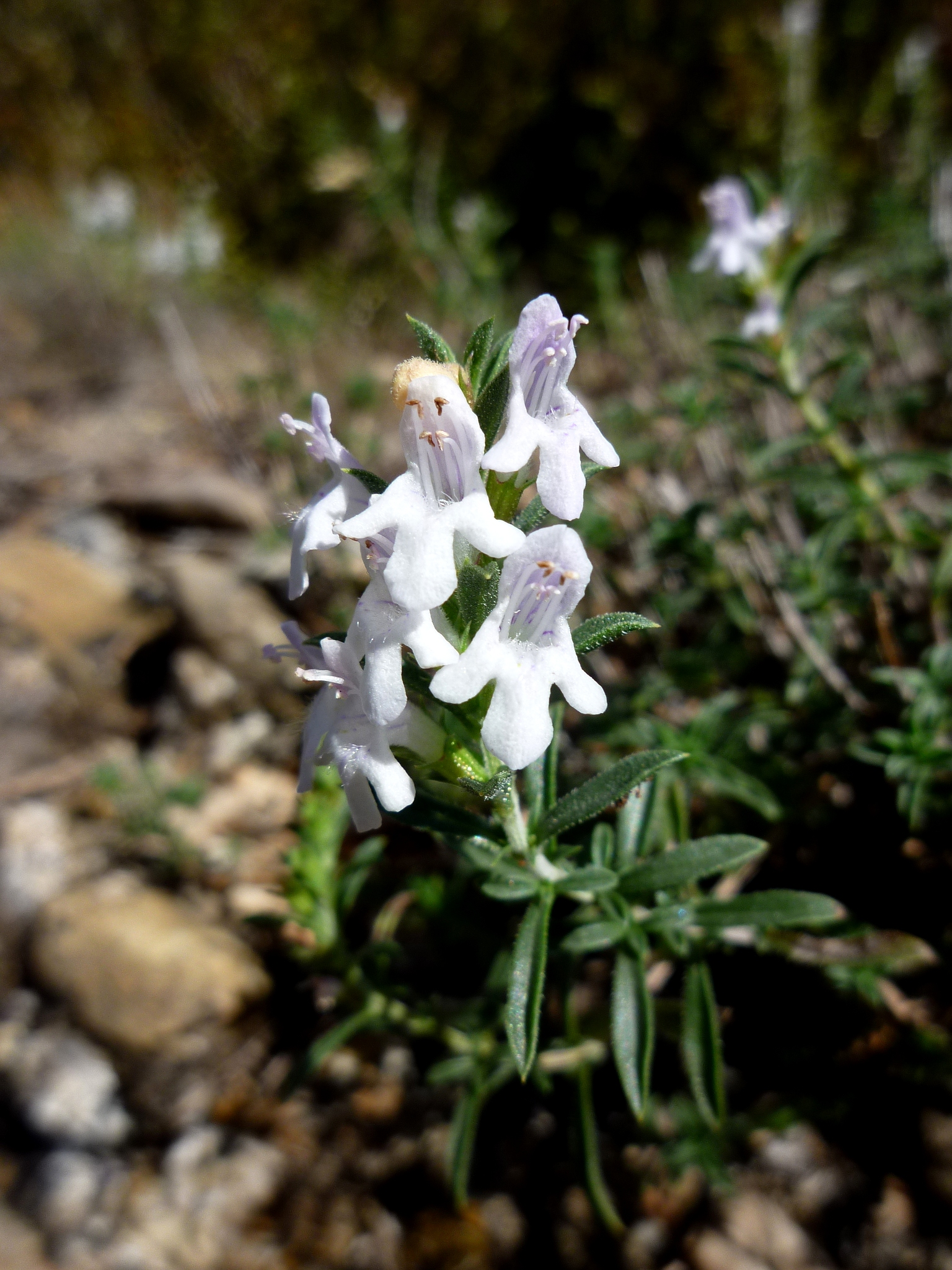
Zweig mit Laubblättern und zygomorphen Blüten

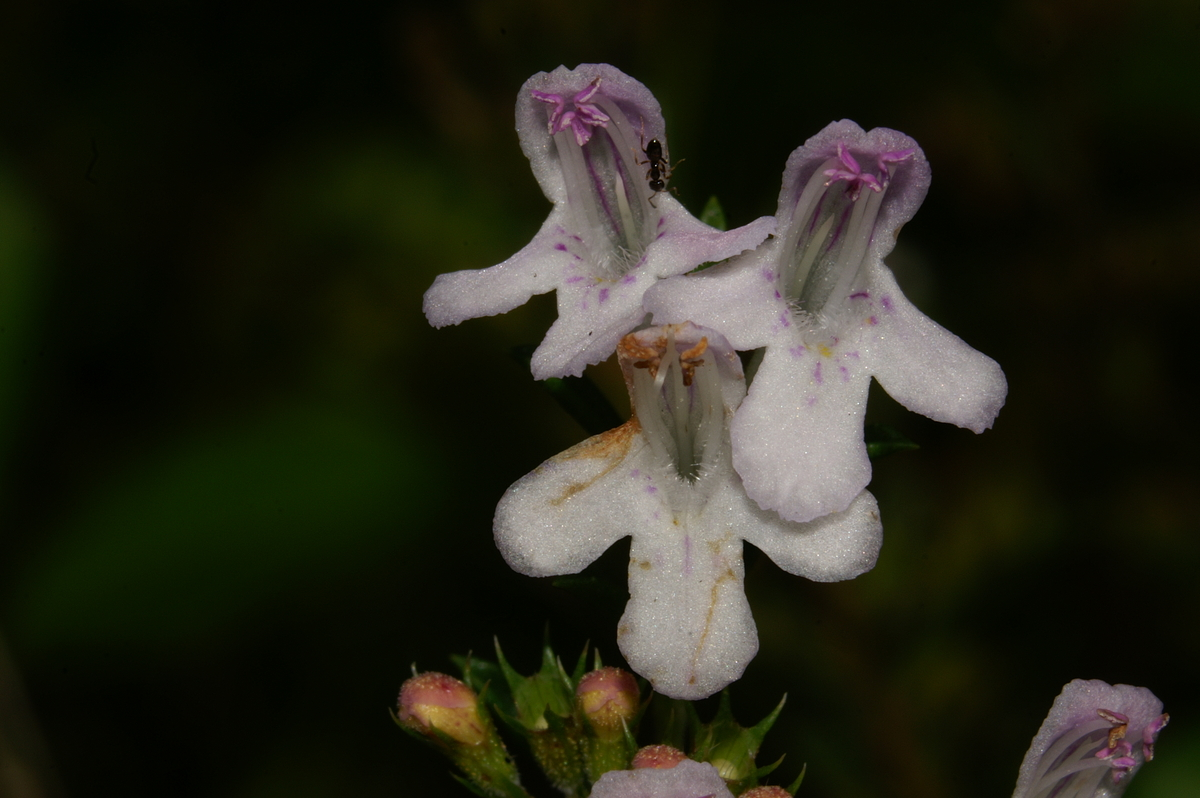
Zygomorphe Blüten im Detail

### Vegetative Merkmale
Das Winter-Bohnenkraut ist ein immergrüner Halbstrauch und erreicht Wuchshöhen von 10 bis 40, selten bis 70 Zentimetern. Die Sprossachse ist ganz oder nur im unteren Teil verholzt. Im oberen Teil sind sie kurz behaart und häufig auch etwas violett überlaufen.
Die gegenständig angeordneten Laubblätter sind fast sitzend. Die einfache, ledrige Blattspreite ist bei einer Länge von selten nur 5 bis, meist 10 bis 30 Millimetern sowie einer Breite von meist 2 bis 5 (1 bis 6) Millimetern schmal-lanzettlich und ganzrandig. Die Blattflächen sind kahl und der Blattrand ist behaart.

### Generative Merkmale
Die einzelnen Scheinquirle sind einander stark genähert. Die Teilblütenstände sind deutlich gestielt und enthalten ein bis sieben Blüten. Die unteren Tragblätter sind 10 bis 20 Millimeter lang, dabei meist länger als die Teilblütenstände. Die oberen Tragblätter sind meist kürzer als ihre Teilblütenstände. Die Blüten sind deutlich gestielt und haben lanzettliche Vorblätter.
Das Winter-Bohnenkraut ist gynodiözisch: die funktionell weiblichen Blüten haben eine kleinere Krone und mehr oder weniger reduzierte Staubbeutel.
Die Blüten sind zygomorph mit doppelter Blütenhülle. Der Kelch ist 2,5 bis 6 Millimeter lang und ist zehnnervig. Die Kelchröhre ist außen fast kahl, im Schlund ist sie lang behaart. Die unteren Kelchzähne sind häufig länger als die oberen. Die Blütenkrone ist 7 bis 10 Millimeter lang, ihre Farbe ist weiß, rosa oder violett. Die Oberlippe ist rund, flach und nur wenig kürzer als die dreilappige Unterlippe.
Die Teilfrüchte sind bei einer Länge von 1 bis 1,4 Millimetern rundlich eiförmig und sie sind sehr fein punktiert.
Die Chromosomenzahl beträgt 2n = 30.

## Ökologie und Phänologie
Blütenökologisch handelt es sich um Lippenblumen, die Nektar führen. Die Bestäubung erfolgt durch Insekten (Entomophilie): Bienen, Hummeln, Wespen, Schlupfwespen und Schmetterlinge. Die zwittrigen Blüten sind proterandrisch. Die Blütezeit reicht im Mittelmeerraum von Juni bis September und liegt in Mitteleuropa einen Monat später.

## Systematik und Verbreitung
Die Erstveröffentlichung von Satureja montana erfolgte 1753 durch Carl von Linné in Species Plantarum, Tomus II, S. 568. Synonyme für Satureja montana L. sind: Clinopodium montanum (L.) Kuntze, Micromeria montana (L.) Rchb., Saturiastrum montanum (L.) Fourr., Thymus montanus (L.) Dum.Cours. nom. illeg.
Das Winter-Bohnenkraut ist in Südeuropa verbreitet, fehlt jedoch auf den dortigen Inseln. Auf der Balkanhalbinsel ist es besonders formenreich vertreten. In Mitteleuropa kommt es selten verwildert vor, vor allem in Oberösterreich, Salzburg und Nordtirol.
Je nach Autor gibt es etwa vier Unterarten:
- Satureja montana subsp. macedonica (Formánek) Baden: Dieser Endemit kommt nur im nördlichen Griechenland vor.[3]
- Satureja montana L. subsp. montana: Sie kommt in Süd- und Südosteuropa vor.[3]
- Satureja montana subsp. pisidia (Wettst.) Šilic: Sie kommt auf der nordwestlichen Balkanhalbinsel und von der Türkei bis zum Libanon vor.[3]
- Satureja montana subsp. variegata (Host) P.W.Ball: Sie kommt vom nordöstlichen Italien bis zur westlichen Balkanhalbinsel vor.[3]

## Nutzung
Das Winter-Bohnenkraut wird gelegentlich als Gewürzpflanze kultiviert, ist wirtschaftlich jedoch annähernd bedeutungslos. In Deutschland wird es trotz seiner anspruchslosen Kultur nicht kommerziell angebaut, da sein Geschmack strenger als der des Sommer-Bohnenkrauts (Satureja hortensis) ist. Es dient allerdings zur Gewinnung des ätherischen Öls in Reinform, Saturejae Aetheroleum und auch als Volksarzneipflanze. Außerdem wird das Winter-Bohnenkraut zerstreut als Zierpflanze in Steingärten, sowie als Bienenfutterpflanze genutzt. Diese Art ist seit spätestens 1562 in Kultur.
Das Winter-Bohnenkraut wird in Mischkultur mit Bohnen angebaut, um Samenkäfer zu vertreiben. Mit Rosen wird es angebaut, um Mehltau und Blattläuse zu vertreiben.
Das Zitronen-Bergbohnenkraut (Satureja montana var. citriodora) besitzt ein warm-zitroniges Aroma fast ohne die herben Geschmacksanteile der Art. Es kann u. a. für Tees genutzt werden. Es wird unter diesem und ähnlichen Namen von etlichen Staudengärtnereien angeboten.

## Belege
- Ingrid Schönfelder, Peter Schönfelder: Die Kosmos-Mittelmeerflora. Über 500 Mittelmeerpflanzen in Farbfotos (= Kosmos-Naturführer). 2. Auflage. Franckh, Stuttgart 1990, ISBN 3-440-05300-8.
- Siegmund Seybold (Hrsg.): Schmeil-Fitschen interaktiv. CD-ROM, Version 1.1. Quelle & Meyer, Wiebelsheim 2002, ISBN 3-494-01327-6.